# 아랑 드롱의 조로
《조로》(Zorro)는 이탈리아, 프랑스에서 제작된 듀시오 테사리 감독의 1975년 모험, 서부 영화이다. 알랭 들롱 등이 주연으로 출연하였고 루치아노 마르티노 등이 제작에 참여하였다.

## 출연

### 주연
- 알랭 들롱
- 오타비아 피콜로

### 조연
- 엔조 세루시코
- 모스차체
- 자코모 로시 스튜어트

## 기타
- 의상: 루치아노 사고니